# Убийство на Бюловплац
Убийство на площади Бюловплац — название, закрепившееся в немецкой историографии за преступлением, совершённым в Берлине 9 августа 1931 года. Члены Коммунистической партии Германии Эрих Мильке, в будущем министр государственной безопасности ГДР, и Эрих Цимер расстреляли на Бюловплац сотрудников полиции Пауля Анлауфа и Франца Ленка. Расправа над полицейскими состоялась по мотивам мести за убийство полицией в столкновении накануне симпатизанта КПГ Фрица Ауге.

## История
В преддверии референдума о роспуске прусского ландтага, назначенного на 9 августа 1931 года и поддерживаемого КПГ, в Берлине обострилась политическая борьба. 8 августа в ходе повторной зачистки полицией площади Бюловплац в непосредственной близости от штаб-квартиры КПГ был застрелен с близкого расстояния 19-летний жестянщик Фриц Ауге. По последующим признаниям соучастников преступления Ханса Киппенбергера, депутата рейхстага от КПГ и руководителя военного аппарата КПГ, и Гейнца Неймана, также депутата рейхстага, второго лица в КПГ после Эрнста Тельмана, решение об убийстве офицера прусской полиции и начальника 7-го участка Пауля Анлауфа было принято в задней комнате пивной «Лассант» вместе с командиром партийной самообороны Веддинга Михаэлем Клаузе. Запланированную акцию поддержал Вальтер Ульбрихт, в будущем первый секретарь ЦК СЕПГ, а в то время занимавший должность политического руководителя КПГ в округе Берлин—Бранденбург—Лужица—Позен. Ещё 2 августа он устроил Киппенбергеру и Нейману разнос и призвал их «стрелять полицейским в голову». Для выполнения задания добровольцами вызвались Эрих Мильке и Эрих Цимер, состоявшие в так называемой «партийной самообороне» КПГ, военизированной и вооружённой партийной группе. Михаэль Клаузе предоставил добровольцам пять вооружённых человек в тыловое прикрытие и несколько невооружённых человек, которые должны были перекрыть дорогу полиции, преследующей стрелков.
Вечером 9 августа 1931 года около 19:00 гауптман полиции Пауль Анлауф (род. 9 апреля 1882), гауптман Франц Ленк (род. 20 мая 1892) и обер-вахмистр полиции Август Виллиг осуществляли патрулирование территории по маршруту от 7-го отделения полиции на улице Ханкештрассе по Вейдингерштрассе в направлении Дома Карла Либкнехта, где им встретился обер-вахмистр полиции Буркерт. Тот посоветовал им взять разрешение на зачистку Бюловплац, где собралось около сотни агрессивно настроенных и разгорячённых человек.
Три сотрудника полиции стали возвращаться по Вейдингерштрассе назад в направлении Ханкештрассе. Мильке и Цимер, которые до этого времени вероятно прятались у входа в здание, теперь быстро приближались к полицейским сзади. На выходящей к кинотеатру «Вавилон» Вейдингерштрассе они буквально за спинами полицейских быстро договорились о плане действий. Виллиг заметил их и хотел вытащить свой пистолет 08 из кобуры и обернуться к нападавшим. В этот момент покушавшиеся произвели не менее шести выстрелов в спину полицейскому патрулю с расстояния 4-5 метров. Анлауф получил пулю в голову и умер мгновенно, Ленк получил ранение в спину, с пистолетом в руках сумел дойти до входа в кинотеатр «Вавилон» и умер спустя некоторое время по пути в больницу. Виллиг, получивший пулю в живот и раненный в руку, упал на землю, затем сумел подняться и расстрелял весь магазин служебного оружия в невинных прохожих.
Полицейские, находившиеся у Дома Карла Либкнехта, в панике решили, что речь идёт о масштабном нападении на правоохранительные органы, и без разбора стреляли по бегущим прохожим. Когда прибыло подкрепление, площадь уже опустела. Полицейские продолжали стрельбу по якобы имевшимся снайперам. Ближайшие дома и посетители кинотеатра «Вавилон» подверглись обыску. Около 23:00 9 августа Дом Карла Либкнехта был оцеплен, а утром следующего дня занят полицией, была произведена идентификация личностей, были изъяты картотека личного состава КПГ и текущий выпуск газеты Die Rote Fahne. Мильке и Цимеру при помощи партийцев удалось бежать через Росток и Ленинград в Москву. Единственным подозреваемым у прусской политической полиции на тот момент оказался только Макс Тунерт, который был обнаружен полицией 9 августа на Бюловплац прячущимся в водяной бочке, по его словам, в страхе перед стреляющей полицией.
После прихода национал-социалистов к власти в 1933 году нераскрытые дела по так называемым «убийствам красных» были переданы в убойную комиссию берлинской уголовной полиции под командованием Эрнста Генната. Два орудия убийства, которые убегавшие в направлении «Фольксбюне» Мильке и Цимер выбросили за забор, были обнаружены. Геннат ещё раз допросил Тунерта, который теперь признал своё участие в преступлении, но отрицал, что стрелял сам, и указал в качестве заказчика убийства Макса Матерна. 23 апреля 1933 года земельный суд Берлин выдал ордеры на арест Мильке и Цимера.
Михаэль Клаузе был арестован 17 июля 1933 года, подвергся пыткам со стороны членов штурмовых отрядов и стал ключевым свидетелем на процессе по делу об убийстве на Бюловплац. В ходе следствия были также допрошены Макс Матерн, Фридрих Брёде, Альберт Кунц и Эрих Вихерт. По решению суда присяжных № 1 земельного суда Берлина 19 июня 1934 года Матерн, Брёде и Клаузе были приговорены к смертной казни за «убийство, совершённое группой лиц, и пособничество в совершении убийства». Клаузе подал рейхсканцлеру Адольфу Гитлеру прошение о помиловании, и ему смертная казнь была заменена пожизненным заключением в исправительном доме. Кунц и Вихерт в последующем судебном процессе были приговорены к тюремным срокам и защитному аресту за государственную измену.
7 февраля 1947 года участковый суд района Митте выдал ордер на арест Эриха Мильке по обвинению в убийстве двух полицейских. По настоянию СЕПГ ордер не был исполнен, советские оккупационные власти изъяли материалы дела. Эрих Цимер в 1937 году погиб в Испании. В Западном Берлине ордер на арест Эриха Мильке сохранил своё действие.
В 4-м томе 8-томного издания «Истории немецкого рабочего движения», коллектив авторов которого возглавлял сам Вальтер Ульбрихт, ответственность за смерть двух полицейских на берлинской площади Бюловплац была возложена исключительно на Неймана и Киппенбергера, погибших в ходе сталинских репрессий в СССР в 1937 году. Жестокая акция индивидуального террора в отношении двух ненавистных рабочим полицейских, организованная Нейманом и Киппенбергером за спиной у партийного руководства, критиковалась как несовместимая с членством в КПГ, вредная для партии и противоречащая марксистско-ленинскому учению о классовой борьбе.
Вихерт, выживший в тюрьме и после Второй мировой войны занимавший высокую офицерскую должность в министерстве государственной безопасности ГДР, в одной из написанных им от руки автобиографий заявил, что на судебном процессе Матерн взял на себя всю вину и тем самым помог бежать из Германии другим пятерым соучастникам.
В 1993 году земельный суд Берлина приговорил Эриха Мильке к лишению свободы сроком на шесть лет. В конце 1995 года 88-летний Эрих Мильке был освобождён из заключения условно-досрочно.